# Bedtime Stories
Bedtime Stories é o sexto álbum de estúdio da artista musical estadunidense Madonna, lançado em 21 de outubro de 1994 através das gravadoras Maverick e Warner Bros. Para a sua produção, a cantora colaborou com Dallas Austin, Babyface, Dave "Jam" Hall e Nellee Hooper com o objetivo de alcançar um som mais convencional e atenuar sua imagem pública, após enfrentar reações negativas crítica e comercialmente por seus projetos sexualmente explícitos em 1992, notavelmente o álbum Erotica e o livro SEX. Essa transformação de imagem foi precedida pela balada "I'll Remember", para a trilha sonora do filme With Honors, e continuou com Bedtime Stories. Um álbum de música pop e de R&B, suas letras exploram temas como amor, tristeza e romance, mas com uma abordagem mais suave e reflexiva. Porém, em outras canções ela aborda a polêmica em relação às suas obras anteriores, que a crítica analisou como autobiográficas. Madonna também trabalhou com a cantora islandesa Björk na faixa "Bedtime Story", pois queria explorar a cena musical das boates do Reino Unido, onde gêneros como o dub estavam crescendo em popularidade.
De forma geral, Bedtime Stories obteve críticas favoráveis de críticos e jornalistas especializados, que elogiaram os vocais, a produção e a composição da artista. Consequentemente, foi indicado a 38.ª edição dos Grammy Awards, na categoria Melhor Álbum Vocal de Pop. Do ponto de vista comercial, representou uma melhoria em relação ao álbum anterior, estreando no número três do Billboard 200 dos Estados Unidos, sendo certificado com platina tripla pela Recording Industry Association of America (RIAA). Ele também liderou a parada de discos do Brasil e se tornou o quinto álbum de Madonna em primeiro lugar na Austrália, além de alcançar os cinco primeiros em vários outros países. No total, Bedtime Stories já vendeu cerca de oito milhões de cópias em todo o mundo.
Para divulgar o material, foram lançados quatro singles: O primeiro, "Secret", deu a Madonna sua trigésima quinta faixa consecutiva a entrar nas dez melhores posições da britânica UK Singles Chart, enquanto "Take a Bow" passou sete semanas na liderança da estadunidense Billboard Hot 100; no entanto, os dois últimos, "Bedtime Story" e "Human Nature", não alcançaram o sucesso de seus antecessores. Para promover ainda mais o disco, Madonna apresentou suas músicas nos American Music Awards de 1995 e nos Brit Awards do mesmo ano. Uma turnê também foi planejada, mas não concretizada devido a artista adquirir o papel de protagonista no filme Evita (1996).
Publicado numa altura em que a comunicação social e o público continuavam a questionar a carreira da artista, esperavam que Bedtime Stories fosse divulgado como um pedido de desculpas depois de todos as polêmicas que a rodearam nos anos anteriores. No entanto, ela se recusou a demonstrar remorso e abandonou a provocação sexual, afirmando que havia sido mal interpretada. Após a sua publicação, alguns meios de comunicação reconheceram-no como um dos melhores álbuns de 1994 e a revista Slant incluiu-o entre os melhores da década de 1990. Em análises retrospectivas, numerosos críticos consideraram-no não apenas uma das melhores obras de Madonna, mas também um de seus materiais mais subestimados e progressistas.

## Antecedentes e lançamento

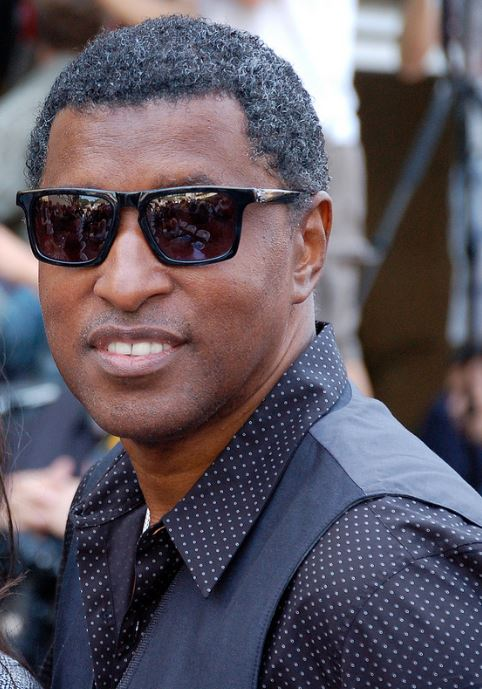
Babyface (imagem), um dos produtores de Bedtime Stories.

Em 1992, Madonna lançou seu controverso livro Sex e seu quinto álbum de estúdio Erotica, ambos os quais continham temáticas sexuais explícitas e de fantasias voyeurísticas, estrelando também o filme de terror erótico Body of Evidence. No primeiro semestre de 1994, sua aparição no Late Show with David Letterman foi notada por seu polêmico comportamento; na ocasião, ela fez uso de palavras obscenas diversas vezes, que tiveram de ser censuradas na televisão, entregando a Letterman uma calcinha supostamente usada e pedindo para que ele a cheirasse. Este foi o episódio de um talk-show mais censurado da história televisiva estadunidense, rendendo também ao programa uma de suas maiores audiências. Os lançamentos do livro, álbum e filme sexualmente explícitos e o comportamento desrespeitoso no programa de Letterman fizeram com que a mídia considerasse Madonna como uma renegada sexual. Críticos e fãs reagiram negativamente a conduta da cantora, ao comentarem que "ela tinha ido longe demais" e que sua carreira estava em declínio. Nas palavras de Joe Lynch, da Billboard: "Pela primeira vez em uma década de estrelato, as pessoas não estavam mais chocadas com suas travessuras e, pior ainda, estavam cansadas". Em meio ao ápice das críticas do público e da mídia em relação à sua imagem sexual, Madonna decidiu mudar sua personalidade. A primeira tentativa foi o lançamento da balada "I'll Remember" para a trilha sonora do filme With Honors, que foi bem recebida criticamente e comercialmente.
Sobre esse período de sua carreira, ela afirmou que houve um tempo em que "não dava para abrir um jornal ou uma revista e não ler algo incrivelmente contundente sobre mim. Sinto que fui mal interpretada. Tentei fazer uma declaração sobre se sentir bem consigo mesmo e explorar sua sexualidade, mas as pessoas entenderam que eu estava induzindo a que se saísse por aí fazendo sexo com qualquer um. Então decidi me desvencilhar porque era nisso que todo mundo acabava focando. Sexo é um assunto tão tabu e uma distração que prefiro nem mesmo aborda-lo". Durante 1994, Madonna começou a trabalhar em seu sexto álbum de estúdio; Para isso, ela se interessou em explorar novos estilos como hip hop, new jack swing e R&B contemporâneo, sons que dominavam as rádios e as paradas musicais da época. Além de querer "suavizar" sua imagem e apresentar um tom mais romântico. Partindo disso, ela então decidiu trabalhar com produtores conhecidos desses gêneros como Dallas Austin, Babyface e Dave "Jam" Hall, além do britânico Nellee Hooper. Tornou-se uma das poucas vezes que ela trabalhou com produtores conhecidos, a primeira desde Nile Rodgers em Like a Virgin (1984). Quando questionada sobre o disco, ela afirmou que queria que o público focasse nos aspectos musicais e deixasse as canções falarem por si, já que não estava interessada em dar muitas entrevistas ou ser capa de revistas. Ela o descreveu como "muito romântico" e uma "combinação de pop, R&B e hip hop". Em entrevista concedida à revista The Face e registrada no livro The Complete Guide to the Music of Madonna, Madonna explicou:
| “ | Eu estava em um estado de espírito reflexivo. Eu fiz muita busca interior e me senti romântica quando estava criando o álbum, então escrevi sobre isso. Eu queria trabalhar com muitos produtores diferentes. O álbum [Debut] de Björk foi um dos meus favoritos por anos, foi produzido de forma brilhante. E também queria trabalhar com o Massive Attack, e é obviamente por isso que ele está na lista. Nellee foi a última pessoa com quem trabalhei, e só a partir daí entendi a sonoridade de todo o disco, então tive que voltar [ao estúdio] e refaze-lo. | ” |

## Produção e gravação
Ao mesmo tempo em que expunha suas ideias, [Madonna] estava aberta a ideia dos outros. Você não chegava nela e logo de cara dizia: 'Bem, eu ouvi isso', porque ela era tão específica e articulada. Ela já tinha o som que queria na cabeça. Mas depois que ela falou, fizemos nossa misera contribuição.

A vocalista de apoio Donna De Lory sobre o desenvolvimento do álbum.
Madonna gravou Bedtime Stories com uma equipe formada por novos músicos e compositores, todos os quais ela ainda não havia trabalhado antes, em nove estúdios distintos: Axis Studios, The Hit Factory e Soundworks, localizados em Nova Iorque; Chappel Studios em Los Angeles; DARP Studios e Tea Room em Atlanta; The Enterprise em Burbank; The Music Grinder em Hollywood e Wild Bunch Studios em Londres. Inicialmente, a artista começou a trabalhar com Shep Pettibone, que co-produziu Erotica. No entanto, ela percebeu que ele estava tomando a mesma direção musical do anterior, o que a desagradou, então o retirou do projeto. Quando Bedtime Stories foi lançado, ela o agradeceu nos créditos por ter sido "compreensivo" com sua decisão. Na época, Madonna estava demasiadamente ouvindo "When Can I See You", de Babyface, e como queria "baladas pesadas" para seu disco, interessou em trabalhar com ele, cujas colaborações anteriores com artistas como Whitney Houston, Boyz II Men e Toni Braxton resultaram em canções de R&B suaves e bem sucedidas. Os dois trabalharam em três faixas em seu estúdio em Beverly Hills, das quais "Forbidden Love" e "Take a Bow" acabariam no álbum. Sobre o desenvolvimento dessa última, ele lembrou que tocou a base de alguns acordes e a cantora aprovou, então começaram a compor. Segundo o produtor, "era só um compasso e os acordes. A partir daí, colaboramos e construímos [...] eu não estava pensando tanto nas paradas musicais. Acho que fiquei mais impressionado com o fato de estar trabalhando com Madonna. No começo foi surreal, mas depois você conhece um pouco a pessoa, recupera o controle e é só trabalhar". Ela também expressou que para "Forbidden Love" ouviu o esboço e "tudo começou a sair", reconhecendo que foi um processo "muito mais fácil" do que pensava.
Através dele, ela encontrou-se com Dallas Austin, um jovem produtor musical de Atlanta, que tornou-se conhecido por seu trabalho em Ooooooohhh... On the TLC Tip (1992), álbum de estreia do grupo feminino TLC. Ambos criaram três faixas, "Secret", "Don't Stop" e "Sanctuary"; o primeiro foi originalmente produzido por Pettibone em uma demo sob o título "Something's Coming Over Me". No entanto, Austin reorganizou completamente a composição musical, pela qual recebeu os créditos junto com Madonna, e a versão final foi intitulada "Secret". Para "Survival", a abertura do álbum, as vocalistas de apoio da artista, Donna De Lory e Niki Haris, foram contatadas para fornecer harmonias. De Lory afirmou que as sessões duraram "algumas horas" e não houve retomadas, acrescentando que "no momento em que entramos [no estúdio], ela já nos ofereceu a folha com as letras. Essa era a atmosfera, não viemos apenas para passar tempo. É divertido, mas estamos aqui para trabalhar e fazer acontecer".
De acordo com a autora e biógrafa Lucy O'Brien, enquanto Madonna queria causar um "impacto" no mercado urbano, seu trabalho com produtores de R&B "subestimou suas limitações vocais". Na época, sua voz não era "poderosa o suficiente" para acertar as notas, então, ao procurar outra "fórmula" para o álbum, ela decidiu explorar a música das boates britânicas, cujos gêneros como o dub estavam ganhando popularidade com artistas como Björk e as bandas Massive Attack e Soul II Soul. Desta forma, colaborou com compositores e produtores europeus especializados em música eletrônica, entre os quais Marius de Vries e Hooper, de quem a cantora gostou pela sua "sensibilidade bem europeia" e a quem reconheceu como a maior influência no resultado final. Os três se conheceram em Los Angeles e as sessões de gravação aconteceram nos Chappell Studios em Encino durante o verão de 1994. Lá, Madonna e Hooper produziram "Survival", "Inside of Me" e "Bedtime Story"; esta última co-escrita pela islandesa Björk. Em relação a ela, Madonna a contatou por meio de suas conexões com Hooper e de Vries e a pediu para escrever algo para seu álbum. Apesar de não se considerar uma admiradora da música de Madonna, a islandesa aceitou a proposta e entregou aos produtores um disco demo com uma canção chamada "Let's Get Unconscious", que modificaram várias partes — pelas quais receberam créditos como autores — e a versão final foi intitulada "Bedtime Story". Trabalhando com várias pessoas, de Vries expressou que "é preciso ter cuidado para que [o disco] não acabe soando muito fora de foco", embora reconheça que foi Madonna, determinada a faze-lo "o mais perfeito possível", que manteve uma "visão geral" e resultou em um som "bastante coerente".

## Estrutura musical

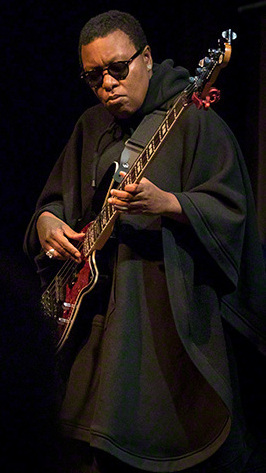
Meshell Ndegeocello contribuiu para a terceira música do álbum, "I'd Rather Be Your Lover".

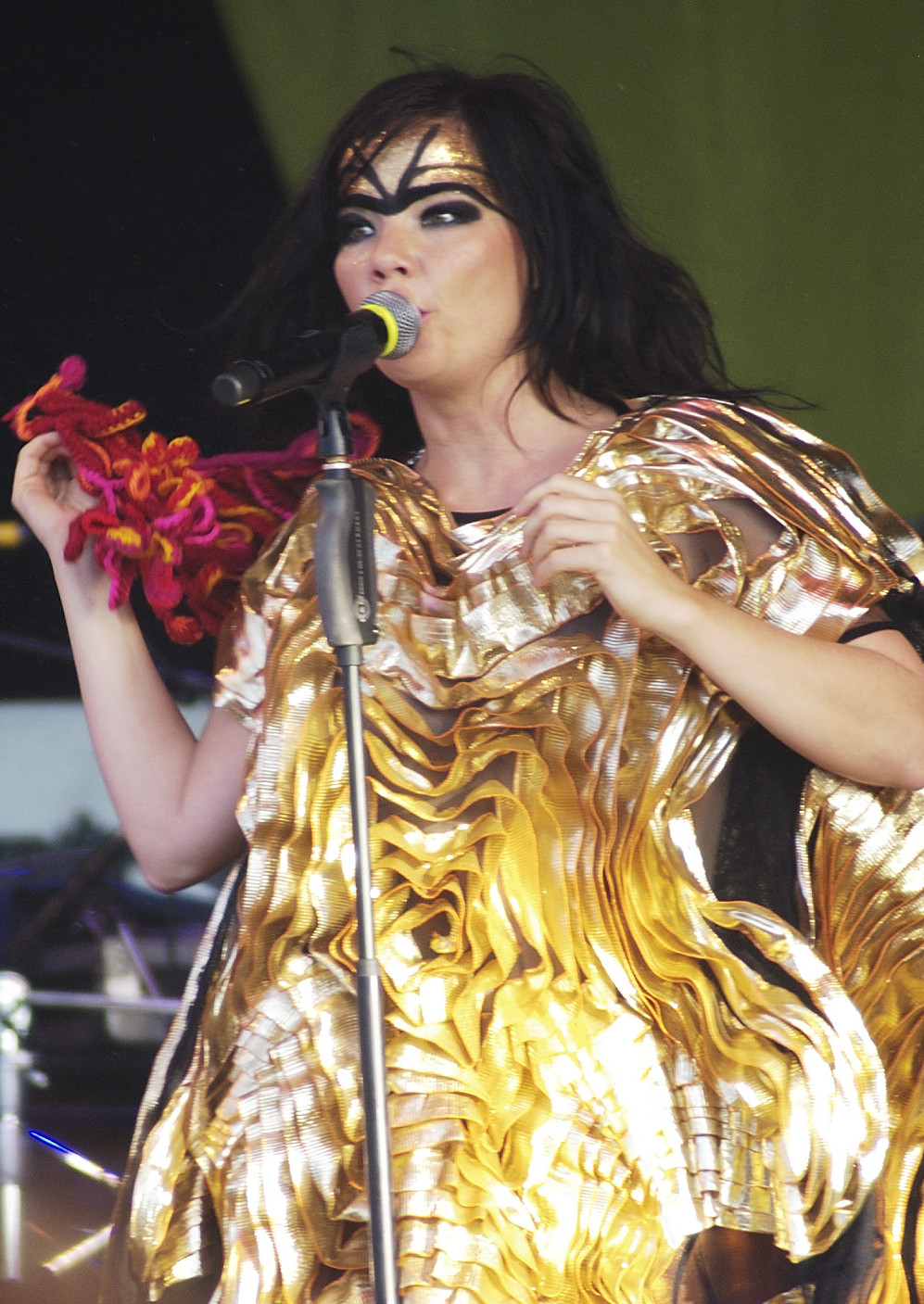
A islandesa Björk é uma das compositoras de "Bedtime Story".

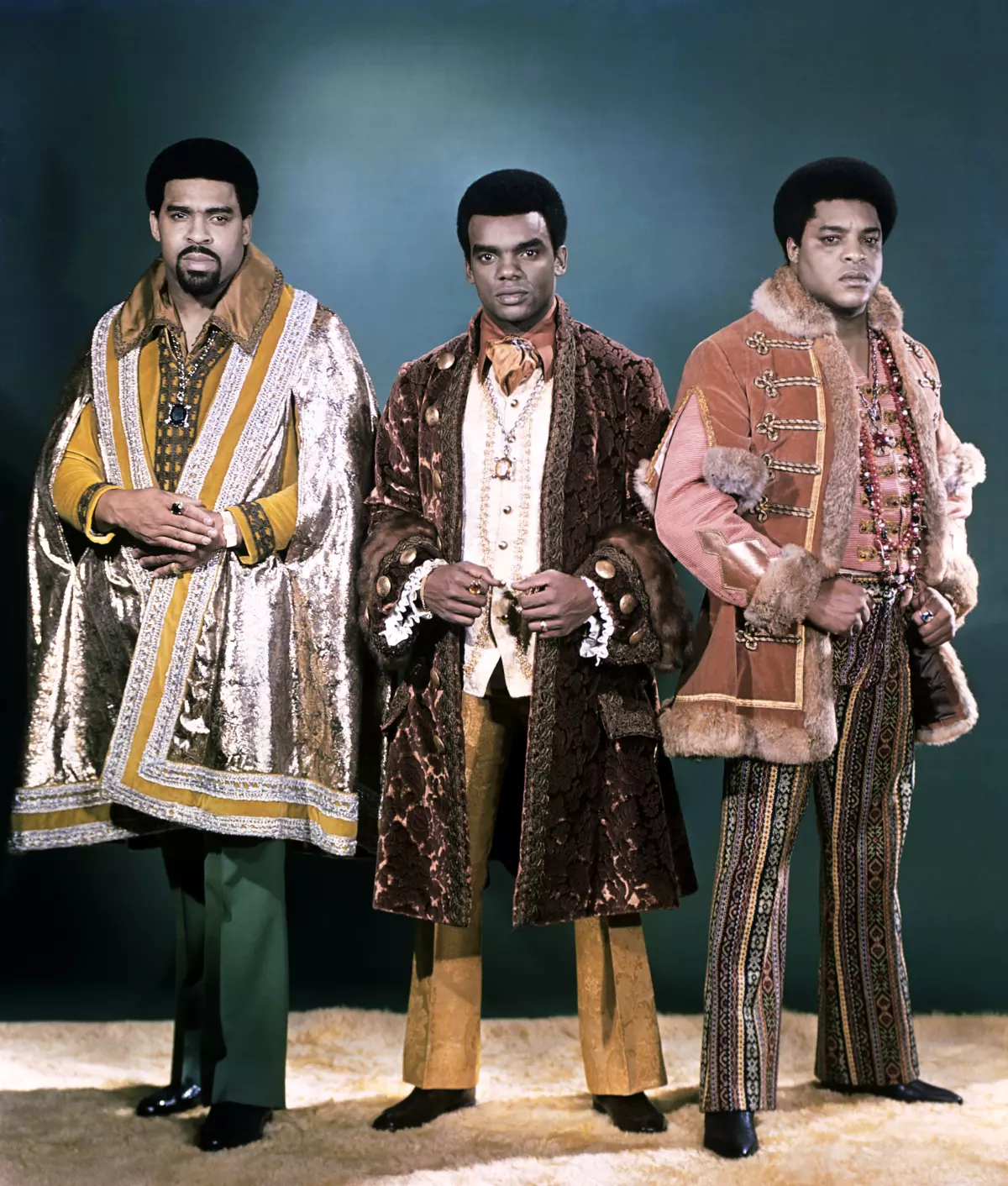
Os componentes do The_Isley_Brothers co-compulseram "I'd Rather Be Your Lover".

No âmbito musical, Bedtime Stories apresentou uma mudança notável em relação à Erotica. De forma majoritária, compreende faixas predominadas pelos gêneros pop e R&B fundindo elementos de new jack swing, estilo híbrido que mescla samples e técnicas oriundas da música urbana contemporânea, em especial, o hip hop. Da mesma forma, Joe Lynch, da Billboard, observou que a sua sonoridade e a suas letras eram "mais suaves" e que aqui ela se concentrava em explorar temas autobiográficos, uma visão compartilhada por outros críticos. A cantora deu atenção especial à sequência das músicas, com o objetivo de criar um "álbum realmente coeso", afirmando que todas elas refletiam algo em sua vida, "seja uma experiência que vivi ou estou vivendo. São reflexos do meu estado de espírito atual", acrescentando: "Liricamente e tematicamente, eu descreveria a maioria das canções como românticas e reflexivas. Resultado do meu estado de espírito durante os últimos anos. Quando eu estava fazendo Erotica e ao mesmo tempo estava trabalhando em meu livro de sexo. Naquela época eu estava interessada em explorar o erotismo e minhas fantasias sexuais. Agora estou explorando o romance. Musicalmente, Erotica era mais club e house e tinha uma vibração meio industrial. Este é o outro lado do amor. Acho que o amor deve ser erótico e romântico". Neste ponto, as letras da obra são mais sobre romance, perda de um amor não correspondido, depressão, solidão e luto, embora temas religiosos e espirituais também sejam explorados, especialmente em "Secret" e "Sanctuary".
"Survival", a faixa de abertura do álbum, é um "número funk docemente divertido" que transmite um manifesto sobre a forma de Madonna pensar e de viver e uma resposta a todas as duras críticas que ela vem suportando há praticamente sempre, como evidenciado em suas linhas iniciais, onde ela diz: "Nunca serei anja, nunca serei santa, é verdade". No trecho; "Eu estarei vivendo para contar", faz alusão ao single "Live to Tell" (1986), com vocais fortes e dupla harmonia. Na música, Madonna aprimorou mais os sons rítmicos e comprimiu os graves, a fim de atender à tendência musical da época. Contendo vários ganchos, suas linhas são sobre dualidades como céu/inferno, cima/baixo, anjos/santos. A segunda obra, "Secret", combina pop e R&B com instrumentação fornecida por baixo, percussão e violões, enquanto versa sobre uma enigmática relação guiada por um segredo que não é revelado. "I'd Rather Be Your Lover" inicia-se com um riff de quatro acordes e é tocado em um ritmo moderadamente lento; na letra, Madonna fala com seu amante tentando chegar a um acordo: "Eu poderia ser sua irmã, eu poderia ser sua mãe / Nós poderíamos ser amigos, ou até mesmo irmãos". No meio da música, uma pausa de rap de oito compassos é feita pela cantora e rapper Meshell Ndegeocello, que profere: "Diga-me o que você quer / Diga-me o que você precisa". Ela interrompe, com sua voz em primeiro plano e justaposta sobre as curtas interjeições da parte do rap de Ndegeocello. A obra, ainda, apresenta uma amostra de "It's Your Thing" interpretada por Lou Donaldson.
"Essas são muito específicas ["Survival" e "Human Nature"]. As outras músicas poderiam ser sobre qualquer pessoa, mas nessas duas é bastante óbvio que estou me dirigindo ao público. E elas basicamente dizem a mesma coisa: "Ei! Deixe-me em paz, não descarregue todos os seus complexos em mim".
— Madonna sobre "Survival" e "Human Nature".
"Don't Stop", o quarto tema, contém características de hip hop, um baixo pulsante sobreposto por cordas pontuando e acompanhando os riffs em gestos sustentados e glissados. A retórica da faixa é exibida pelos comandos de Madonna: "Não pare de fazer o que você está fazendo, baby / Não pare, continue se mexendo — continue no groove". "Inside of Me" começa no mesmo ritmo da supracitada, combinando guitarras, cordas sustentadas, um baixo vibrante e teclados ao estilo jazz, enquanto a artista a interpreta em um registro "rasgado". Nesta canção, ela mostra-nos um lado mais vulnerável, onde confessa que apesar de parecer forte, há uma certa dor por dentro; "em público ajo como se nada me importasse mas quando ninguém me vê, estou a chorar". Embora pareça ser sobre um coração partido e dirigida a um ex-amante, foi analisado como uma dedicatória à sua falecida mãe —o que a própria cantora confirmou em algumas entrevistas— especificamente pelas linhas: "Quando meu mundo parece desmoronar / E pessoas tolas tentam me derrubar / Eu só penso em seu rosto sorridente". Contém samples de "Back and Forth" de Aaliyah; "Oustanding", de The Gap Band, e "The Trials of Life", de Gutter Snypes. "Human Nature" é uma irônica resposta ao excrutínio que a artista foi alvo durante a era Erotica, em que diz: "Ops, não sabia que não podia falar sobre sexo / eu não sabia que não podia falar o que pensava" e "eu não me desculpo, não sou sua puta, não venha jogar sua merda em mim". Ao sussurrar o gancho; "se expresse, não se reprima", ela faz uma referência ao título de sua música "Express Yourself" (1989). Contém amostra de "What You Need" da Main Source.
"A ideia era juntar meu estilo de cantar com uma sensibilidade do hip hop pesado e fazer com que o produto final ainda soasse como um disco de Madonna. Eu comecei o processo me encontrando com produtores de hip hop cujos trabalhos eram os que eu mais admirava. Foi importante, caso eu fosse usar uma variedade de colaboradores, que o produto finalizado soasse coeso e tematicamente completo. Eu não estava interessada na abordagem do pacote de variedade".
— Madonna falando sobre a sonoridade do disco.
Na letra de "Forbidden Love", uma balada soul, Madonna compara a rejeição amorosa a um afrodisíaco e descarta qualquer relacionamento intocado pelo tabu. Composta em tom menor com vozes sussurrantes ao fundo — uma delas sendo a de Babyface —, contém uma seção de cordas na ponte. Os instrumentos são reduzidos ao mínimo para enfatizar os vocais e encerra-se de forma gradualmente lenta. "Love Tried to Welcome Me" é outra balada "poética" cujo lírico, inspirado em uma stripper que a cantora conheceu em uma boate, romantiza a rejeição. Seus primeiros 42 segundos consistem em uma seção de cordas, toques de violão e depois os versos se iniciam. A canção projeta um clima sombrio e melancólico, com linhas em que Madonna afirma que ela é "atraída pela tristeza" e que "a solidão nunca foi um sofrimento". A seguinte é "Sanctuary", que inicia-se com ela recitando um trecho do poema Vocalism, de Walt Whitman: "Certamente quem falar comigo no tom certo, ele ou ela eu irei seguir". Acompanhada de uma batida techno, nele a musicista se refere ao amor incondicional onde o objeto de desejo se transforma em "santuário" e ela ainda compara o amor com a morte. Contém amostras de "Watermelon Man" de Herbie Hancock. A penúltima pista, "Bedtime Story", apresenta um som influenciado pela música ambiente, com uma batida house. Em termos líricos, aborda as alegrias de estar inconsciente. Começa com as frases: "hoje é o último dia que uso palavras; Elas se foram, perderam o sentido; Elas não funcionam mais". O disco finda-se com "Take a Bow". Formada por cordas pentatônicas orientais, que dão a impressão de uma ópera japonesa ou chinesa, é uma balada de ritmo moderado derivada do pop e R&B que versa sobre o amor não correspondido e a necessidade de dizer adeus quando não se é valorizado. O título aparece apenas uma vez no início do primeiro verso da música e não se repete. Aqui, a intérprete também parafraseia William Shakespeare, dizendo "todo o mundo é um palco".

## Arte e título

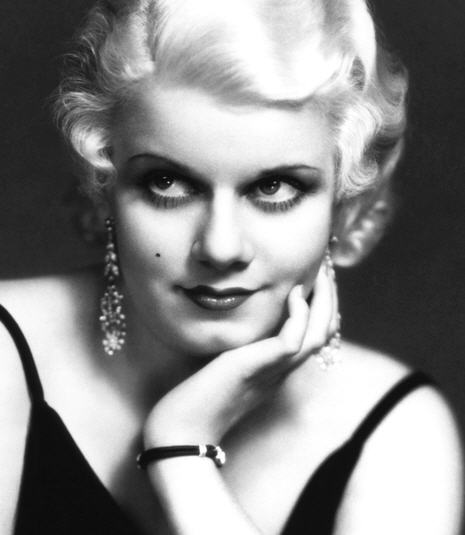
O estílo visual de Madonna na capa de Bedtime Stories foi inspirado no da atriz Jean Harlow (imagem) nos anos 1930.

O álbum leva o nome da música "Bedtime Story", escrita por Björk. Madonna o escolheu como título, pois ela sentiu que tocava na ideia de "contos sendo contados, de palavras que você ensina às crianças". O acadêmico Georges Claude Guilbert, autor de Madonna As Postmodern Myth, opinou que era um trocadilho e que a cantora estava se referindo a "[possíveis histórias eróticas] contadas na [na cama] durante a hora de dormir. De certa forma [o disco] é realmente um livro de histórias que você pode contar para seus filhos na hora de dormir [...] sexualidade explicada para crianças". Temendo uma reação negativa, a cantora hesitou e pensou em mudar, pois o público poderia "vê insinuações e malícias que em nenhuma hipótese eram intencionais, imaginassem que significava canções para ouvir antes de fazer sexo". Eventualmente, ela desistiu da ideia e pensou "foda-se, é um título lindo".
A arte de Bedtime Stories foi fotografada pelo fotógrafo de moda francês Patrick Demarchelier, no Eden Roc Miami Beach Hotel nos Estados Unidos em agosto de 1994. A artista também trabalhou com o cabeleireiro Sam McKnight para as fotos, que foram dirigidas por Fabien Baron. McKnight lembrou que foi uma sessão de fotos "discreta" com menos de 50 pessoas, e foi realizada no aniversário de Madonna, portanto, foi encerrada rapidamente, já que a ela tinha que ir para sua festa. A capa foi lançada online e a mostrava de cabeça para baixo, olhando para cima com maquiagem pesada, piercing no nariz, cabelo loiro e fontes simples em tons pastéis. Inspirada na atriz Jean Harlow, a cantora exibiu sobrancelhas bem contornadas para as fotos que foram desenhadas pelo maquiador François Nars.
Michael R. Smith, do site The Daily Vault, definiu a arte como "colorida" e a considerou um dos pontos altos do lançamento. Ao revisar a vida e a carreira de Demarchelier, a foto foi considerada "memorável" por Valentine de Badereau. A capa de Back to Basics (2006), quinto álbum de estúdio da cantora Christina Aguilera, recebeu comparações com à de Bedtime Stories por serem muito semelhantes. O encarte de Bedtime Stories apresentava uma arraia digital de plástico branco segurando o CD, enquanto a capa era de papel azul-celeste com textura aveludada. O jornalista britânico Paul Du Noyer deu uma descrição detalhada da mudança de imagem de Madonna com o disco, durante uma entrevista com a própria para a revista Q:

## Recepção

### Crítica profissional
De um modo geral, Bedtime Stories recebeu avaliações positivas de críticos, acadêmicos e jornalistas musicais, que elogiaram a voz, produção e composição de Madonna. Jim Farber, da revista Entertainment Weekly, o condecorou com uma nota B e notou que enquanto em seu último trabalho a artista concentrava-se em explorar os ritmo dance da cultura underground LGBT, aqui ela "substituía essas formulas por sua apreciação pela cultura negra". J. Randy Taraborrelli, autor de Madonna: An Intimate Biography of an Icon at Sixty (2018), elogiou-o por ser "consideravelmente mais suave em estilo do que a sonoridade etérea e o conteúdo sexualmente explícito" de Erotica, atribuído isso ao "instinto aguçado" da intérprete sobre para onde a música pop estava indo. Greg Kot, do Chicago Tribune, classificou o álbum com uma nota 3 de 4. Na análise, o editor o avaliou como uma "mudança bem-vinda" dos "escândalos estridentes" do antecessor e que, nele, Madonna soava "mais calma e sedutora". Barry Walters, do jornal San Francisco Examiner, prezou-a por abandonar as provocações do passado e se voltar a aspectos muito mais sutis como o amor, em um "registro mais simples", "agradável" e "corajoso" do que o que o precedeu. Francesco Falconi, escritor de Mad for Madonna: La Regina del Pop (2017), considerou que a sonoridade R&B era "perfeita para esfriar o tom de Erotica e inclinar-se para uma sonoridade diferente e uma imagem menos provocativa". Além disso, constatou que havia maior atenção às letras e à produção e que a atmosfera do material era "refinada e glamorosa". Já Eduardo Viñuela expressa, em Bitch She's Madonna: La reina del pop en la cultura Contemporary (2018), que aqui a intérprete refugiou-se "na ligação com a arte para tentar deixar para trás as polêmicas" sexuais de seu último álbum.
| Críticas profissionais | Críticas profissionais |
| Avaliações da crítica  | Avaliações da crítica  |
| Fonte                  | Avaliação              |
| ---------------------- | ---------------------- |
| AllMusic               | [ 50 ]                 |
| Blender                | [ 51 ]                 |
| Chicago Tribune        | [ 47 ]                 |
| Entertainment Weekly   | B+                     |
| Los Angeles Times      | [ 52 ]                 |
| NME                    | 9/10                   |
| Pitchfork              | 6.5/10                 |
| Rolling Stone          | [ 34 ]                 |
| USA Today              | [ 55 ]                 |

Stephen Thomas Erlewine, editor do banco de dados Allmusic, agraciou Bedtime Stories com quatro estrelas de cinco, o adjetivando de "caloroso" e sentindo que ele oferece a musicista uma musicalidade "mais humana e plural". Em revisão para a revista Slant, Sal Cinquemani emitiu quatro estrelas de cinco, dizendo que era "um álbum conceitual [ ...] que se desenvolve como um conto de fadas musical". Sobre o lírico, a jornalista destacou que, aqui, a cantora "parecia mais interessada em literatura e psicologia humana do que em anatomia sexual". Barbara O'Dair, da Rolling Stone, reconheceu que, graças ao trabalho dos produtores, "o disco realmente brilha" e admitiu que Madonna criou "sons extremamente atraentes". Como classificação, deu três estrelas e meia de cinco. Stan Hawkins, um musicólogo da Universidade de Leeds, apreciou sua "fusão habilmente produzida dos estilos dance e hip hop dos anos 90". Com uma A-, Michael R. Smith, da página The Daily Vault, aprovou a decisão da artista de trabalhar com "um grupo dos melhores produtores de R&B", resultando em uma obra com melodias "suavemente melódicas" — incluindo "Bedtime Story" —, que elegeu como sendo a mais notável dentre todas. O periodista Chris Willman, do Los Angeles Times, atribuiu duas estrelas e meia em quatro: ele elogiou o trabalho de Austin e Hooper e — embora tenha achado o menos "notável" de todos os trabalhos da cantora —, observou que não era necessariamente o pior deles, já que tinha uma "sensação agradável e consistentemente relaxante" e nenhuma das canções "aumentava desnecessariamente acima do tempo médio".
Concedendo três de cinco estrelas para o disco, Tony Power, da Blender, viu de forma positiva a produção de Hooper, Austin e Babyface. Sobre os vocais da artista, o jornalista considerou-os "a melhor coisa do álbum" e apontou que em "Take a Bow" ela entrega uma das "melhores interpretações de sua carreira". Linda L. Labin, do periódico Bangor Daily News, ecoou pensamentos semelhantes, dizendo que "de qualquer forma, seu canto é a coisa mais forte do álbum. [...] Bedtime Stories apresenta algumas das interpretações mais fortes de sua carreira. 'Madonna canta bem' — aposto que você não verá essa manchete nos tablóides tão cedo". A equipe de redação da revista People notou que seu alcance vocal mais baixo — que soava menos agudo do que nos discos anteriores —, era adequado para arranjos de hip hop e "faz com que valha a pena ficar acordado para ouvir essas histórias antes de dormir". Para Tom Breihan, do portal Stereogum, Bedtime Stories "não chega nem perto de ser o melhor disco de Madonna, mas sua fusão elegante de R&B e club funciona muito melhor do que provavelmente deveria". Stephen Holden, do New York Times, avaliou-o como "facilmente [seu] melhor álbum" e apreciou sua "mistura sedutora de hip hop suave e baladas agridoces". Jon Pareles, do mesmo jornal, observou que muitas das canções tinham "melodias" que as tornavam "concisas e aparentemente inconclusivas, com uma ressaca melancólica; o tom é suave, com toques de abundância". Em suas biografia da cantora, Borja Prieto e Natalia Flores o definiram como um projeto "relaxado, doce e até cafona".
Em comentários mais negativos, Steve Morse, para o The Boston Globe, chamou-o de "monótono" e "apático" e criticou sua falta de "vida" e do "carimbo peculiar" de seu antecessor. Ele acrescentou que foi uma viagem "para lugar nenhum" e a diversão que Madonna costumava ter se foi "neste disco lento", já que ela agora parecia perdida e sem nada a dizer. Luiz Henrique Romagnoli, do jornal brasileiro O Globo, considerou Bedtime Stories melhor do que Erotica, por ser "mais leve" e por ter "bases dançantes mais sutis". Porém, não aprovou a qualidade de suas letras, sentindo que elas só poderiam ser salvas se estivessem na voz de uma "cantora verdadeiramente funk, como Chaka Khan, por exemplo". Allen Metz e Carol Benson, autores de The Madonna Companion: Two Decades of Commentary (1999), opinaram que "em vez de representar uma nova direção ousada para a artista, Bedtime Stories raramente se arrisca [porque] não oferece nem a epifania pop de Like a Virgin e nem a folia descarada de [seus] sucessos dançantes". Owen Pallett, do Pitchfork, deu uma nota 6,5 de 10; em sua análise das faixas, o editor elogiou a produção de "Take a Bow" e "Human Nature", mas descreveu "Bedtime Story" como "decepcionante" e a duração de "Secret" como "interminável". Ele, ainda, chamou a sua sonoridade de "suave" e "sensual" e reconheceu que há um "charme sedutor" na obra, mas para a "astuta [carreira] de estrela pop" da artista, continua sendo um "fiasco, um asterisco à sua onipresença, mais um dia quente em uma onda de calor". Por fim, profere: "Quando Madonna brinca de turista com a cultura gay, com a Broadway, com Hollywood [...] ela é capaz de tornar as coisas (geralmente) diferentes e até interessantes e muitas vezes alcança a transcendência. Mas aqui ela soa, infelizmente, deslocada como compositora e cantora [nessas] tentativas medíocres de baladas R&B".

### Reconhecimento
"Ver Bedtime Stories como algo mais do que uma extensão do que ela [Madonna] vinha fazendo o tempo todo seria negligente. E ao invés de simplesmente seguir as tendências americanas da época, Madge injetou o álbum com os sons do trip hop que estavam em voga do outro lado da lagoa. Mas foi seu gosto literário refinado, de Proust a Whitman, bem como a rejeição pública e da mídia de sua politicagem sexual, que realmente trouxe o álbum para a velocidade".

—Sal Cinquemani, editor da Slant, na matéria "Os 100 melhores álbuns da década de 1990", onde Bedtime Stories ficou em 63º lugar.
Após seu lançamento, Bedtime Stories entrou em diversas listas compilando os melhores álbuns de 1994 realizadas por diferentes publicações, como Billboard (posições 2 e 10), The Village Voice (26), NME (30) e Slant, nesta última recebeu menções honrosas. Além disso, esteve nas contagens dos melhores álbuns de Madonna, cujas avaliações retrospectivas foram positivas. Por exemplo, Jason Lipshutz, da Billboard, o classificou como o sexto entre os treze melhores da artista, reconhecendo que, embora não tenha sido tão explícito quanto Erotica, também "não foi um mea culpa por seu polarizado projeto anterior". Em vez disso, capturou a cantora "em transição, afastando-a da sexualidade explícita e contando com R&B e baladas, antes de mergulhar de cabeça na dance music quatro anos depois". Ele concluiu que "Human Nature", "Secret" e "I'd Rather Be Your Lover" eram mais "interessantes do que a maioria das novas músicas lançadas em meados dos anos 90" e "Take a Bow" adicionou uma "balada clássica" ao catálogo de Madonna. Steven E. Flemming, Jr., do Albumism, afirmou que era o "mais comovente" em seu catálogo e que "Madonna aqui é um pouco menos dura e muito mais honesta, um contraste necessário com os anos voláteis da era Sex". Em uma classificação de todos os seus álbuns de estúdio, Samuel Murrian, do Instinct, o colocou no número cinco, concluindo que era o seu material "mais suave", mas que mostrava algumas de suas habilidades "mais atraentes" como compositora. Em 2013, Chris Gerard, do Metro Weekly, considerou-o seu sétimo melhor trabalho: ele elogiou sua produção, singles e a voz de Madonna, chamando-o de "uma coleção primorosamente polida de canções pop/R&B".
A era Bedtime Stories recebeu várias indicações e condecorações em diversas cerimônias de premiação. Na 38.ª edição dos Grammy Awards, o disco recebeu a uma indicação a Melhor Álbum Vocal Pop; no entanto, perdeu para Turbulent Indigo, de Joni Mitchell. Madonna conquistou o prêmio de Melhor Artista Feminina no Bravo Otto, e esteve entre as indicadas para a mesma categoria na primeira edição dos Blockbuster Entertainment Awards, nos MTV Europe Music Awards e nos Brit Awards e Smash Hits Poll Winners Party. A Cash Box a nomeou a artista solo de maior êxito em 1995 nas paradas de singles da revista, e nos VH1 Fashion and Music Awards daquele ano, ela foi homenageada com as honras de Artista Mais Bem Vestida e Escolha do Público. Da mesma forma, as canções da obra também alcançaram distinções. A American Society of Composers, Authors and Publishers (ASCAP), durante a 13ª cerimônia dos ASCAP Pop Music Awards, realizado em maio de 1996, reconheceu "Secret" e "Take a Bow" como uma das faixas mais tocadas nos Estados Unidos. "Bedtime Story" recebeu o prêmio com a mesma distinção nos ASCAP Rhythm & Soul Awards naquele mesmo ano, enquanto "Human Nature" ganhou de Melhor Canção Dance. Na 12.ª cerimônia dos MTV Video Music Awards, Madonna recebeu cinco indicações no total para os vídeos de "Human Nature" e "Take a Bow", vencendo o de Melhor Vídeo Feminino para o último, e "Bedtime Story" estava entre os candidatos a Melhor Vídeo Internacional nos MuchMusic Video Awards.

## Promoção

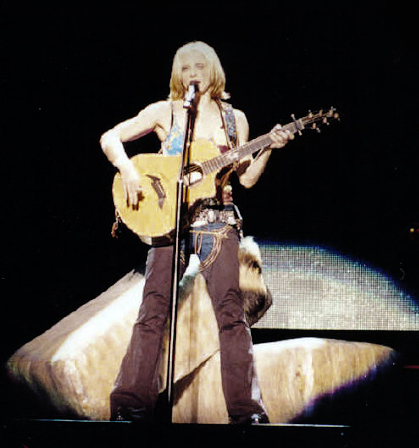
Madonna apresentando "Secret" durante a Drowned World Tour (2001).

Para começar a divulgar Bedtime Stories, anúncios foram veiculados em canais de televisão proclamando que não haveria "absolutamente nenhuma referência sexual no álbum", ao que Madonna comentou: "Não porque eu esteja envergonhada. Não porque mudei. Não porque eu tenha uma nova visão da vida. Eu abdiquei desses assuntos [...] por assim dizer. É um novo eu! Eu serei uma boa garota, eu prometo". Após seu lançamento, ela deu algumas entrevistas para publicações internacionais visando promovê-lo. Uma de suas primeiras aparições foi em Paris, onde a atriz Ruby Wax a entrevistou e tratou sobre o álbum. No entanto, Wax posteriormente criticou o encontro por se sentir intimidada pela equipe de Madonna e que "a tensão tomou conta" dela, forçando-a a fazer perguntas que, em suas palavras, não faziam sentido ou pareciam incomodar a cantora. Acompanhada por Babyface e uma orquestra completa, Madonna interpretou "Take a Bow" pela primeira vez nos American Music Awards em 30 de janeiro de 1995. Ela expressou que "nunca esteve tão nervosa antes", e Babyface reagiu dizendo: "Isso foi uma loucura para mim. Eu fiquei tipo, "Você é a Madonna! Você está no palco o tempo todo!". Anos mais tarde, Erin Strecker, da Billboard, elegeu a apresentação como uma das doze melhores da história da premiação.
Em 18 de fevereiro, Madonna chegou à Europa para divulgar Bedtime Stories por lá; nesse mesmo dia, ela apareceu no programa de televisão alemão Wetten, dass..?, onde concedeu uma entrevista e interpretou "Secret" e "Take a Bow". Dois dias depois, ela executou "Bedtime Story" na 15.ª edição dos Brit Awards; usando um vestido branco da marca Versace e cintos na cintura, enquanto um trio de dançarinos vestidos de cetim a acompanhava. A estadunidense convidou Björk para cantar ao seu lado na premiação, mas a islandesa recusou-se; sobre isso, ela explicou: "Eu deveria ter pego o número pessoal e ligado para ela, mas simplesmente não parecia certo [aceitar]. Eu adoraria conhecê-la descontraída, bebendo em um bar. O que me desagrada é toda essa formalidade". Em 22 de fevereiro, Madonna tocou "Take a Bow", junto com Babyface, no Sanremo Song Festival, trajando um longo vestido de gala e o cabelo preso em um coque.
Em janeiro de 1995, o jornal italiano Corriere della Sera noticiou que a artista se apresentaria naquele país como parte de uma turnê mundial para promover Bedtime Stories, entre maio a junho ou setembro a outubro daquele ano. No entanto, dois meses depois, Madonna, e seu empresário Freddy DeMann, cancelaram todos os planos depois que ela conseguiu o papel de Eva Perón no filme Evita, de Alan Parker. Sua assessora de imprensa, Liz Rosenberg, defendeu que fosse feita "uma turnê mais curta" devido às filmagens, mas a cantora se negou justificando: "Esperei anos por este papel e tenho que colocar toda a minha concentração nele. Eu amo fazer turnês e estou realmente ansiosa para lançar este álbum. Mas não posso, teria que conciliar a turnê com filmagens: me sentiria exausta e tensa. Não seria bom para o filme se eu não pudesse entregar o máximo da minha energia". Apesar disso, ela incluiu "Secret" e "Human Nature" no repertório de sua digressão seguinte, Drowned World (2001).

## Singles

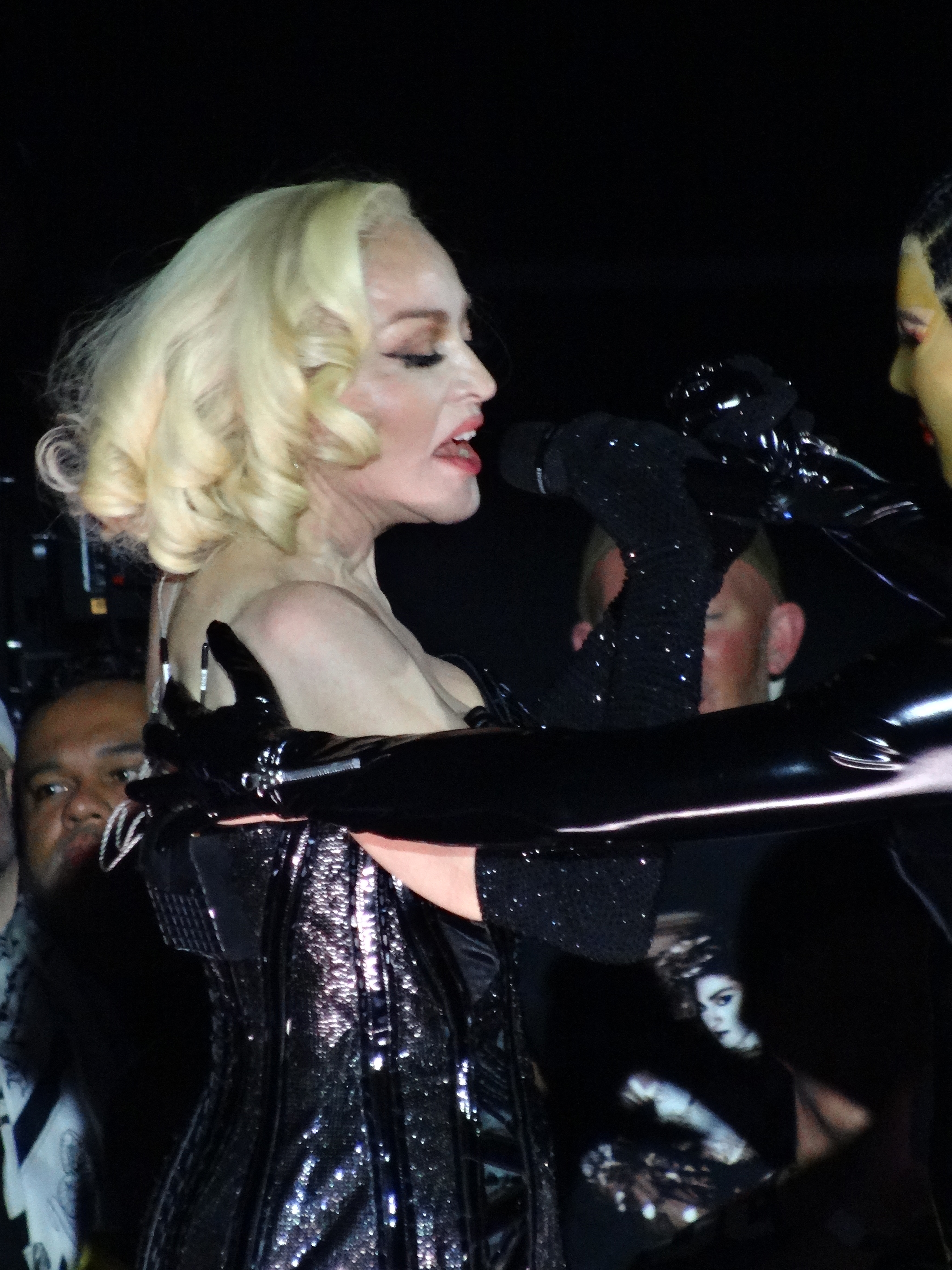
Madonna executando o quarto single do álbum, "Human Nature" durante um dos shows da The Celebration Tour (2023—2024)

O primeiro single retirado de Bedtime Stories foi "Secret", liberado em em 27 de setembro de 1994. Recebeu análises geralmente positivas de críticos musicais, que elogiaram a mudança de rumo musical em direção ao R&B, sua rica produção e a ênfase na voz de Madonna. A obra também obteve um desempenho comercialmente positivo, atingindo o topo das tabelas no Canadá, Finlândia e Suíça, enquanto no Reino Unido tornou-se o seu 35.º single consecutivo a listar-se entre os dez primeiros. Nos Estados Unidos, estreou na 30ª posição da parada Billboard Hot 100 e, posteriormente, obteve a terceira colocação como melhor. O vídeo musical acompanhante, filmado em preto-e-branco, foi dirigido pela fotógrafa Melodie McDaniel em setembro de 1994 em Nova Iorque; McDaniel foi selecionada pela própria cantora devido aos seus trabalhos anteriores. A produção retrata Madonna como uma cantora em uma boate do Harlem, sendo intercalado com cenas da vida diária na vizinhança e terminando com a artista unindo-se com seu parceiro e sua criança.
Em 28 de outubro do mesmo ano, "Take a Bow", o segundo single do projeto, foi liberado. Críticos musicais elogiaram suas letras expressivas e poéticas. Comercialmente, obteve um desempenho positivo, atingindo o topo das tabelas no Canadá e as dez primeiras colocações na Itália, Nova Zelândia, Suécia e Suíça. Em território estadunidense, tornou-se o décimo primeiro tema de Madonna a conquistar o ápice da Billboard Hot 100, onde permaneceu por sete semanas consecutivas. No Reino Unido, contudo, foi a primeira música da cantora a não entrar nas dez primeiras em dez anos, desde "Lucky Star". O vídeo musical correspondente foi dirigido por Michael Haussman e filmado em Ronda, Espanha, e na praça de touros da cidade. Lançado em 22 de novembro, na MTV, e usado nas campanhas promocionais de relançamento do canal VH1, o trabalho retrata Madonna como uma parceira negligenciada de um toureiro (interpretado por Emilio Muñoz, toureiro na vida real), ansiando por seu amor.
"Bedtime Story" serviu como o terceiro foco de promoção do registro em 13 de fevereiro de 1995. Foi aclamado por críticos especializados, que elogiaram a sua produção e estilo eletrônico e hipnótico; alguns resenhistas o selecionaram como um dos destaques do projeto e notaram o seu afastamento das demais faixas, enquanto outros compararam-na com trabalhos de Björk e observaram sua influência em trabalhos posteriores. Obteve um desempenho comercial moderado, atingindo as dez primeiras posições na Austrália, Itália e Reino Unido, enquanto nos Estados Unidos tornou-se o primeiro lançamento de Madonna desde "Burning Up" a não atingir as quarenta primeiras posições da tabela Billboard Hot 100, parando na 42ª posição. Apesar disso, liderou a Hot Dance Club Songs, onde foi a terceira mais bem sucedida naquele ano, convertendo-se num sucesso nas boates. O vídeo musical correspondente foi dirigido por Mark Romanek e filmado num período de seis dias nos Universal Studios. É um dos vídeos mais caros de todos os tempos, custando 5 milhões de dólares em sua produção; a gravação é composta por imagens surrealistas e da nova era, com influências de artistas como Remedios Varo, Frida Kahlo e Leonora Carrington.
"Human Nature" foi lançada em 6 de junho como a quarta e última música de trabalho de Bedtime Stories. Recebeu críticas positivas de críticos de música que notaram sua natureza antêmica e fortalecedora. Comercialmente, foi um sucesso moderado nos Estados Unidos, chegando ao número 46 no Billboard Hot 100 e a dois na Hot Dance Club Play. No Reino Unido, a composição alcançou o número oito, além de figurar entre os dez maiores na Itália e os vinte primeiros na Austrália. O videoclipe que o acompanha foi dirigido por Jean-Baptiste Mondino, e apresenta Madonna e seus dançarinos em trajes pretos de látex e couro, enquanto executam coreografias de dança. Inspirado pelas práticas BDSM, a obra mais tarde influenciou o trabalho das cantoras Rihanna e Christina Aguilera.

## Legado
Na opinião de Stan Hawkins, da Universidade de Leeds, Bedtime Stories foi visto pela crítica como um "importante ponto de chegada da artista à maturidade, ao introduzi-la em novos campos da produção, composição e interpretação de canções. Isso significa que, de certa forma, sua continuidade [na indústria] está assegurada dentro de um ambiente heterogêneo que faz parte de uma memória social coletiva mais ampla. O autor afirmou que "a metamorfose contínua de sua identidade constrói um pluralismo que se encaixa na agenda do pós-modernismo". Carmine Sarracino e Kevin M. Scott, autores de The Porning of America: The Rise of Porn Culture, what it Means, and where We Go from Here (2008), apontaram que todas aquelas críticas negativas que ela enfrentou no início dos anos 1990 provocaram nela uma reação "acalorada", razão pela qual em Bedtime Stories expressa a "aparente surpresa de que seu trabalho, tão obviamente calculado para escandalizar, na verdade escandalizou". Fermín Zabalegui, da versão espanhola da GQ, elogiou a sua capacidade de se reinventar em discos "tão lendários" como este. Segundo Eduardo Viñuela, o material apresentava uma "imagem adocicada da artista, uma viagem interior, surreal, misteriosa, romântica e aberta a outras culturas". Jamieson Cox, periodista da Time, considerou-o "subestimado", opinião que foi compartilhada por Graham Gremore, do Queerty, que acrescentou que até hoje continua como um dos mais subestimados e menosprezados de sua carreira e merece mais atenção do que "já recebeu". Nesse sentido, Troy L. Smith, do The Plain Dealer, explica que foi esquecido porque foi lançado "entre sua obra mais polêmica (Erotica) e, possivelmente, sua melhor (Ray of Light)". Borja Prieto e Natalia Flores acrescentaram que "apesar de não ter sido um sucesso e imediato, como seus trabalhos anteriores, [...] o passar do tempo o transformou em uma obra marcante em sua discografia".

Depois de várias tentativas, Madonna finalmente fez um álbum para ser totalmente experimentado. O que se seguiu a Bedtime Stories foi uma deslumbrante variedade de gravações — como Ray of Light, Music (2000) e American Life (2003) —, que encontraram sua visão artística mais confiante e vibrante. No entanto, a génese desta segunda fase da sua carreira foi Bedtime Stories, um projeto que evitou polêmicas e destacou as suas habilidades únicas como cantora e compositora.

—Quentin Harrison, do Albumism, destacando a importância de Bedtime Stories durante seu 25º aniversário de lançamento.
Durante o seu 20º aniversário de lançamento, Babyface disse à Billboard que achou uma "experiência surreal" trabalhar no álbum com a cantora: "Hoje, quando penso nisso, é difícil acreditar que fiz isso com Madonna. É sempre bom fazer parte de um disco que é um clássico, mas você nunca sabe quando fará parte dele naquele momento. Só o tempo pode dizer". Patrick DeMarco, da Philadelphia, afirmou que não foram apenas os momentos de "puro pop" que tornaram este um "ótimo" projeto, mas também por ter consolidado a artista "como o ícone que conhecemos hoje". Bradley Stern, do MuuMuse, referiu-se a ele como uma de suas maiores obras e uma das mais progressivas. Com relação a novos sons e gêneros, o editor observou que se Erotica "foi feito para desafiar o nível de confiança da sociedade em questões sobre sexo, Bedtime Stories ultrapassou todas as expectativas dos limites sonoros de Madonna". Brendon Veevers, do Renowned for Sound, chamou-o de "obra-prima pop completa", acrescentando que as canções ajudaram a forjar o sucesso da musicista em meados da década de 1990, além de apresentar vários singles que a marcaram desde então e se tornaram "algumas das composições mais valiosas e apreciadas" de sua carreira. Em abril de 2020, mais de vinte e cinco anos após sua publicação, o álbum alcançou a primeira posição na parada do iTunes nos Estados Unidos, graças a uma promoção de descontos e campanha publicitária que os fãs da artista organizaram nas redes sociais.
De acordo com a jornalista da revista Vice, Mary von Aue, Bedtime Stories é o álbum "mais importante" da discografia de Madonna. Antes de seu lançamento, foi apresentado como uma "redenção por seu comportamento sexual", com os críticos esperando que este fosse seu "retorno à inocência". Em vez disso, no entanto, ela escolheu se retratar como uma figura sem remorso, onde reagiu ainda mais à questão de artistas femininas sendo examinadas por sua sexualidades em vez de suas músicas, e continuou a abordar seus críticos e pessoas que tentaram humilhá-la por ser provocante. Consequentemente, não foi o pedido de desculpas exato que o público pediu, vendo-o como o retorno a uma "expressão mais segura de sua sexualidade" e ignorando a profundidade emocional do disco. Por fim, o jornalista acrescentou: "Hoje, Bedtime Stories não é o primeiro álbum que vem à mente no legado de Madonna. No entanto, é o mais relevante para muitas das discussões culturais que ainda estão acontecendo. Se ela tivesse realizado o pedido de desculpas que o público esperava, ela poderia ter estabelecido um padrão perigoso de como o público pode silenciar um artista, e teria permitido que as categorias para cantoras permanecessem no lugar". Da mesma forma,  Bianca Gracie, de Idolator, observou que o projeto em nenhum momento fugiu de sua abordagem sexual e optou por ir contra o que a mídia esperava dela na época, ou seja, um tom de arrependimento por Erótica. Além disso, descreveu-o como uma das maiores eras da cantora e a sua mais "sutil", e declarou que este era seu álbum mais acessível e com uma sonoridade "atemporal", significando uma evolução de Madonna como artista, o que a ajudou na criação de seus discos seguintes como Ray of Light. Concluindo:

## Alinhamento de faixas
| N.º            | Título                     | Compositor(es)                                             | Produtor(es)                 | Duração |  |
| 1.             | "Survival"                 | Madonna Dallas Austin                                      | Austin Nellee Hooper Madonna | 3:31    |  |
| 2.             | "Secret"                   | Madonna Austin                                             | Madonna Austin               | 5:03    |  |
| 3.             | "I'd Rather Be Your Lover" | Madonna Dave Hall Isley Brothers Christopher Jasper        | Madonna Hall                 | 4:39    |  |
| 4.             | "Don't Stop"               | Madonna Austin Colin Wolfe                                 | Madonna Austin [A]           | 4:38    |  |
| 5.             | "Inside Of Me"             | Madonna Hall Hooper                                        | Hooper Madonna               | 4:11    |  |
| 6.             | "Human Nature"             | Madonna Hall Shawn McKenzie Kevin McKenzie Michael Deering | Madonna Hall                 | 4:54    |  |
| 7.             | "Forbidden Love"           | Babyface Madonna                                           | Babyface Hooper Madonna      | 4:08    |  |
| 8.             | "Love Tried To Welcome Me" | Madonna Hall                                               | Madonna Hall                 | 5:21    |  |
| 9.             | "Sanctuary"                | Madonna Austin Anne Preven Scott Cutler Herbie Hancock     | Madonna Austin [B]           | 5:02    |  |
| 10.            | "Bedtime Story"            | Hooper Björk Marius De Vries                               | Hooper Madonna               | 4:53    |  |
| 11.            | "Take a Bow"               | Babyface Madonna                                           | Babyface Madonna             | 5:21    |  |
| Duração total: | Duração total:             | Duração total:                                             | Duração total:               | 51:50   |  |

Notas
A  - denota coprodutores e remixadores
B  - denota remixadores

#### Créditos desamples
- "I'd Rather Be Your Lover" contém sample de "It's Your Thing" (1969), interpretada por Lou Donaldson (originalmente gravada por The Isley Brothers).
- "Inside of Me" contém sample de "Back & Forth" (1994), interpretada por Aaliyah, "Outstanding" (1982), interpretada por The Gap Band, e "The Trials of Life" (1994), interpretada por Gutter Snypes.
- "Human Nature" contém sample de "What You Need" (1993), interpretada por Main Source.
- "Forbidden Love" contém sample de "Down Here on the Ground" (1970), interpretada por Grant Green.
- "Sanctuary" contém sample de "Watermelon Man" (1962), interpretada por Herbie Hancock.

## Créditos e pessoal
Todo o processo de elaboração de Bedtime Stories atribui os seguintes créditos:
- Gravando em Axis Studios, The Hit Factory e Soundworks (Nova Iorque); Chappel Studios (Los Angeles); DARP Studios e Tea Room (Atlanta); The Enterprise (Burbank); The Music Grinder (Hollywood); Wild Bunch Studios (Londres).
- Masterizando em Sterling Sound (Nova Iorque).

Intérpretes
- Madonna: artista principal, vocais
- Meshell Ndegeocello: vocais
- Babyface: coros
- Donna De Lory: coros
- Niki Haris: coros

Instrumentistas
- Dallas Austin: bateria, teclado
- Babyface: sintetizador
- Tommy Martin: guitarra
- Meshell Ndegeocello: baixo
- Colin Wolfe: baixo
- Jessie Leavey: arranjo de cordas
- Craig Armstrong: arranjo de cordas
- Suzie Kattayama: direção de orquestra
- Jessie Leavey: direção de orquestra

Visuais e imagem
- Fabien Baron: direção de arte, design
- Patrick Li: direção de arte, design
- Patrick Demarchelier: fotografia

Composição e produção
- Madonna: composição, produção musical
- Dallas Austin: composição, produção musical
- Babyface: composição, produção musical, programação de bateria
- Björk: composição
- Scott Cutler: composição
- Marius de Vries: composição, programação
- Milo Deering: composição
- Dave Hall: composição, programação
- Herbie Hancock: programação
- Nellee Hooper: composição, produção musical
- The Isley Brothers: composição
- Chris Jasper: composição
- Kevin McKenzie: composição
- Anne Preven: composição
- Colin Wolfe: composição
- Rick Sheppard: design de som
- Michael Fossenkemper: engenharia
- Brad Gilderman: engenharia
- Darin Prindle: engenharia
- Alvin Speights: engenharia
- Mark "Spike" Stent: engenharia
- Gus Garces: assistência de de engenharia
- Kevin Parker: assistência de de engenharia
- Brian Rernenick: assistência de de engenharia
- Will Williams: assistência de de engenharia
- Andy Warwick: assistência de de engenharia
- Jon Gass: mixagem
- Alvin Speights: mixagem

## Desempenho comercial
Nos Estados Unidos, país nativo de Madonna, Bedtime Stories estreou em terceiro lugar na parada Billboard 200 em 12 de novembro de 1994, com 145 mil unidades sendo vendidas em sua primeira semana — ficando atrás de Murder Was the Case, de Snoop Dogg, e II, de Boyz II Men. Embora esse valor seja 15% inferior ao de Erotica (1992) — que entrou em segundo lugar com 167 mil exempláres —, o tempo que esteve na contagem fez com que no final suas vendas fossem maiores que a de seu antecessor. Após a apresentação da artista no American Music Awards, sua comercialização registrou um acréscimo de 19%. Mais tarde, a Recording Industry Association of America (RIAA) o agraciou com três certificações de platina, denotando 3 milhões de cópias adquiridas na nação. De acordo com a Nielsen SoundScan, as compras do disco ultrapassam 2 milhões e 336 mil até dezembro de 2016, número que não inclui as que foram realizadas em clubes como o BMG Music Clubs, onde foram constatadas mais 195 mil vendas adicionais. Em 3 de setembro de 2016, entrou em 19º lugar na parada de álbuns de vinil da Billboard, após seu lançamento nesse formato, comercializando pouco menos de mil cópias.
No Canadá, Bedtime Stories classificou-se nas paradas das revistas RPM e The Record. Na primeira, entrou na quarta posição em 7 de novembro de 1994; passou um total de 32 semanas, até junho do ano seguinte, onde se posicionou pela última vez no número 93, sendo o 48º e 41º disco de maior sucesso em 1994 e 1995 no país, respectivamente. Na segunda, debutou na oitava colocação durante a edição de 19 do mesmo mês e, sete dias depois, subiu para a sétima. Em dezembro, a Music Canada (MC) condecorou o trabalho com platina pelas 200 mil cópias adquiridas. Em países da América Latina, nomeadamente o Brasil, o CD conquistou a posição máxima da tabela publicada pelo instituto Nelson Oliveira Pesquisa e Estudo de Mercado (NOPEM) em 22 de novembro. Posteriormente, foi qualificado como platina pela Pro-Música Brasil (PMB), indicando vendas de 200 mil unidades. Por sua vez, a Cámara Argentina de Productores de Fonogramas y Videogramas (CAPIF) certificou-o com duas placas de platina depois de ter distribuído 120 mil réplicas na Argentina.
Obteve um desempenho positivo na Oceânia, Ásia e África; em território australiano estreou no topo dos ARIA Charts, em 6 de novembro, e permaneceu lá por 30 semanas no total. Depois de vender 140 mil réplicas, foi eventualmente certificado como platina pela Australian Recording Industry Association (ARIA) reconhecendo 200 mil cópias vendidas. Teve pouco sucesso na Nova Zelândia, chegando ao número cinco em 20 de novembro e passou apenas nove semanas na parada. Em solo japonês, estreou no décimo posto, na edição de 19 de novembro, e depois alcançou o sétimo; no mesmo mês, a Recording Industry Association of Japan (RIAJ) concedeu-lhe o disco de platina pelo excedente de 200 mil réplicas. Por outro lado, na Índia e Singapura, embora não tenha recebido qualquer certificação, vendeu 50 mil cópias em ambas as nações. Na África do Sul foram constatadas cerca de 50 mil vendas, o que lhe garantiu uma certificação de ouro entregue pela Recording Industry of South Africa (RiSA); Além disso, o material alcançou a décima segunda posição no gráfico oficial do país.
Na Europa, a recepção comercial foi majoritariamente favorável. Debutou na vice-liderança do UK Albums Chart do Reino Unido em 5 de novembro de 1994, onde constou por um total de 30 semanas. A British Phonographic Industry certificou-o com platina por ter sido adquirido 300 mil vezes. Ao redor da Europa, a obra conseguiu liderar as tabelas da Finlândia, França, Itália e Portugal, e ficou entre os cinco primeiros na Alemanha, Escócia, Espanha e Suécia. Similarmente, alcançou o segundo posto no European Top 100 Albums da revista Music & Media, sendo barrado por Cross Road de Bon Jovi. Posicionou-se nos números 49 e 33 nas listagens anuais de 1994 e 1995, respectivamente. Em 1998, a International Federation of the Phonographic Industry (IFPI) qualificou-o com dois certificados de platina por ter ultrapassado a marca de dois milhões de unidades comercializadas no continente europeu. No total, oito milhões de exempláres do produto foram adquiridos globalmente.
| País — Tabela musical (1994)        | Posição de pico |
| ----------------------------------- | --------------- |
| Argentina (CAPIF)                   | 4               |
| África do Sul (RISA)                | 28              |
| Alemanha (GfK Entertainment Charts) | 4               |
| Austrália (ARIA Charts)             | 1               |
| Áustria (Ö3 Austria Top 40)         | 7               |
| Bélgica (IFPI)                      | 7               |
| Bélgica (Ultratop 40 de Valônia)    | 29              |
| Brasil (NOPEM)                      | 1               |
| Canadá (RPM Album Chart)            | 4               |
| Canadá (The Record)                 | 7               |
| Dinamarca (Hitlisten)               | 2               |
| Escócia (OCC)                       | 3               |
| Espanha (AFYVE)                     | 5               |
| Estados Unidos (Billboard 200)      | 3               |
| Estados Unidos (Vinyl Albums)       | 19              |
| Europa (European Top 100 Albums)    | 2               |
| França (SNEP)                       | 2               |
| Finlândia (Suomen virallinen lista) | 2               |
| Hungria (MAHASZ)                    | 7               |
| Irlanda (IRMA)                      | 9               |
| Islândia (Tónlist)                  | 6               |
| Itália (FIMI)                       | 2               |
| Japão (Oricon)                      | 9               |
| Nova Zelândia (Recorded Music NZ)   | 5               |
| Países Baixos (MegaCharts)          | 13              |
| Portugal (AFP)                      | 2               |
| Reino Unido (UK Albums Chart)       | 3               |
| Suécia (Sverigetopplistan)          | 5               |
| Suíça (Schweizer Hitparade)         | 7               |

| País — Tabela musical (1994)        | Posição |
| ----------------------------------- | ------- |
| Austrália (ARIA Charts)             | 36      |
| Canadá (RPM Top 100 Albums)         | 48      |
| Europa (European Top 100 Albums)    | 49      |
| Finlândia (Suomen virallinen lista) | 29      |
| França (SNEP)                       | 44      |
| Reino Unido (UK Albums Chart)       | 24      |
| País — Tabela musical (1995)        | Posição |
| Alemanha (GfK Entertainment Charts) | 25      |
| Áustria (Ö3 Austria Top 40)         | 50      |
| Canadá (RPM Top 100 Albums)         | 41      |
| Estados Unidos (Billboard 200)      | 28      |
| Europa (European Top 100 Albums)    | 33      |
| Suíça (Schweizer Hitparade)         | 29      |

| Região                                                                                             | Certificação | Vendas     |
| -------------------------------------------------------------------------------------------------- | ------------ | ---------- |
| África do Sul (RiSA)                                                                               | Platina      | 50 000^    |
| Alemanha (BVMI)                                                                                    | Platina      | 500 000^   |
| Argentina (CAPIF)                                                                                  | Ouro         | 30 000^    |
| Austrália (ARIA)                                                                                   | 2× Platina   | 140,000^   |
| Áustria (IFPI Áustria)                                                                             | Ouro         | 25 000*    |
| Bélgica (BEA)                                                                                      | Ouro         | 25,000*    |
| Brasil (Pro-Música Brasil)                                                                         | Platina      | 447 000    |
| Canadá (Music Canada)                                                                              | 2× Platina   | 200 000^   |
| Espanha (PROMUSICAE)                                                                               | Platina      | 100 000^   |
| Estados Unidos (RIAA)                                                                              | 3× Platina   | 2 531 000  |
| França (SNEP)                                                                                      | 2× Ouro      | 277 400    |
| Itália (FIMI)                                                                                      | 2× Platina   | 200 000    |
| Japão (RIAJ)                                                                                       | 2× Platina   | 50 000     |
| Reino Unido (BPI)                                                                                  | Platina      | 300 000^   |
| Suíça (IFPI Suíça)                                                                                 | Ouro         | 25 000^    |
| Resumos                                                                                            |              |            |
| Europa (IFPI)                                                                                      | 2× Platina   | 2 000 000* |
| Mundo                                                                                              | —            | 8 000 000  |
| ^distribuições baseadas apenas na certificação *números de vendas baseados somente na certificação |              |            |